# Ouachita Parish
Ouachita Parish (franska: Paroisse de Ouachita) är ett administrativt område, parish, i delstaten Louisiana, USA. År 2010 hade området 153 720 invånare. Den administrativa huvudorten är Monroe.

## Geografi
Enligt United States Census Bureau har countyt en total area på 1 639 km². 1 581 av den arean är land och 57 km² är vatten.

### Angränsande områden
- Union Parish - norr
- Morehouse Parish - nordost
- Richland Parish - öster
- Caldwell Parish - söder
- Jackson Parish - sydväst
- Lincoln Parish - väster

### Orter
- Monroe (huvudort)
- Richwood